# FC Goa
FC Goa är en indisk professionell fotbollsklubb baserad i Goa som tävlar i Indian Super League. Klubben startades den 26 augusti 2014 och grundades av Srinivas Dempo och Dattaraj Salgaocar. Den representerar Goa, den enda staten som förklarar fotboll som sin officiella sport. Logotypen representerar Goas statsdjur Gaur. Medan färgerna blå och orange symboliserar Goan-kusten och soluppgången.
Klubben spelar sina hemmamatcher på Fatorda Stadium i Margao. Den brasilianska tränaren Zico var klubbens första manager (huvudtränare). Under de första två säsongerna spelade franska yttern Robert Pires och brasilianska försvararen Lúcio för klubben. Laget slutade ligan på andra plats under sin första säsong. I slutspelet förlorade de i semifinalen via straffsparkar mot Atlético de Kolkata. Följande år slutade FC Goa först i ligan och förlorade sedan finalen med 2–3 mot Chennaiyin FC. Under säsongen 2018/2019 nådde klubben sin andra final i ligan som de förlorade med 0–1 mot Bengaluru FC. Under samma säsong slog de Chennaiyin FC med 2–1 i Indian Super Cup 2019, vilket blev klubbens första trofé någonsin. Under säsongen 2019/2020 slutade FC Goa först i ligan och blev den första indiska klubben att kvalificera sig för gruppspelet i AFC Champions League.